# Yoshino Hideo
Yoshino Hideo (japanisch 吉野 秀雄, * 3. Juli 1902 in Takasaki (Präfektur Gumma); † 13. Juli 1967) war ein japanischer Schriftsteller.

## Leben und Wirken
Yoshino begann ein Studium an der Keiō-Universität, das er jedoch wegen einer Tuberkuloseerkrankung abbrechen musste. In dieser Zeit begann er, unter dem Einfluss von Masaoka Shiki und Itō Sachio Tanka-Verse zu schreiben und wurde Schüler von Aizu Yaichi.
1926 veröffentlichte er seinen ersten Gedichtband Tenjo gishi, dem weitere wie Taikeishu, Sobaishu und Kansenshu folgten. Daneben verfasste er auch Essays wie Yawarakana Kokoro und Korokono Furusato. Auf Grund seiner stets schwachen Gesundheit hatte er wenig Kontakt zur zeitgenössischen Tanka-Schule um die Zeitschrift Araragi, sondern entwickelte einen eigenen an Dichtern wie Masaoka Shiki und Ryōkan geschulten Stil.